# Falsa testimonianza (ordinamento italiano)
Nel diritto italiano il reato di falsa testimonianza è previsto all'art. 372 del codice penale, per il quale Chiunque, deponendo come testimone innanzi all'Autorità giudiziaria, afferma il falso o nega il vero, ovvero tace, in tutto o in parte ciò che sa intorno ai fatti sui quali è interrogato, è punito con la reclusione da due a sei anni.

## Varianti e parificazioni
Alla espressa produzione di una dichiarazione mendace è parificata la reticenza («ovvero tace ... ciò che sa»). Nel sistema accusatorio, introdotto in Italia nel 1988, si giustifica anche la presenza di un articolo (il 371-bis), che prevede il reato di false informazioni al pubblico ministero: esso definisce l'ambito di configurabilità della falsa testimonianza propriamente detta alla sola testimonianza resa innanzi all'autorità giudiziaria penale.
Altri articoli prevedono reati specifici per il rifiuto di prestare deposizione e per le dichiarazioni false rilasciate in sede di denuncia, querela, richiesta o istanza, sia ove simulanti la commissione di un reato, sia quando contenenti calunnia o autocalunnia, sia ancora quando in atti genericamente destinati all'autorità giudiziaria.

## Giurisprudenza
Diverse interpretazioni giurisprudenziali ravvisano nello Stato la sola possibile parte lesa dal reato, poiché lo scopo tipico della sua perpetrazione è la fraudolenta deformazione del convincimento del giudice in merito ai fatti di causa. La possibilità quindi di danneggiamento di situazioni giuridiche di privati è ammissibile solo a titolo eventuale, essendo questo tipo di mendacio un attentato alla funzione giurisdizionale che lo stato detiene per attribuzione costituzionale come ingrediente della sua sovranità. La stessa presenza di un articolo sulla ritrattazione, che esclude la punibilità se il colpevole ritratta il falso e manifesta il vero non oltre la chiusura del dibattimento, si fonda sulla prevalenza dell'interesse ordinamentale alla corretta contribuzione alla formazione della verità processuale.
Assai discussa è peraltro la questione della punibilità della falsa testimonianza in casi particolari, ad esempio quando sia resa dai congiunti dell'imputato. L'art. 384 c.p. la esclude infatti per chi ha commesso il fatto per esservi stato costretto dalla necessità di salvare sé medesimo o un prossimo congiunto da un grave e inevitabile nocumento nella libertà e nell'onore; e parimenti la esclude quando a renderla sia chi per legge non avrebbe dovuto essere richiesto di fornire informazioni ai fini delle indagini o assunto come testimonio, perito, consulente tecnico o interprete ovvero avrebbe dovuto essere avvertito della facolta' di astenersi dal rendere informazioni, testimonianza, perizia, consulenza o interpretazione. Nel merito si è espressa anche la Corte costituzionale nel senso di ravvisare l'esclusione della punibilità anche per false o reticenti informazioni assunte dalla polizia giudiziaria, se fornite da chi avrebbe dovuto essere reso edotto della facoltà di astenersi dal renderle.
L'istigazione corruttoria finalizzata alla falsa testimonianza prende il nome di subornazione e sanziona l'istigatore indipendentemente dall'eventuale accettazione della profferta da parte del teste, il quale, se l'accetta, è in ogni caso ordinariamente perseguito, mentre il subornatore è perseguito anche in caso di mancata accettazione o in caso di accettazione dell'utilità pattuita seguìta da deposizione non mendace.